# 棱喙毛茛
棱喙毛茛（学名：Ranunculus trigonus）为毛茛科毛茛属下的一个种。

## 扩展阅读
- 維基物種上的相關：棱喙毛茛